# Stipa macroglossa
Stipa macroglossa är en gräsart som beskrevs av Pavel Aleksandrovich Smirnov. Stipa macroglossa ingår i släktet fjädergrässläktet, och familjen gräs. Inga underarter finns listade i Catalogue of Life.